# Israele ai Giochi della XVIII Olimpiade
Israele partecipò ai Giochi della XVIII Olimpiade, svoltisi a Tokyo dal 10 al 24 ottobre 1964, con una delegazione di dieci atleti impegnati in tre discipline: Atletica leggera, nuoto e tiro, per un totale di 12 competizioni.
Portabandiera alla cerimonia di apertura fu Gideon Ariel, che gareggiò nel lancio del disco, alla sua seconda Olimpiade.
Fu la quarta partecipazione di questo Paese ai Giochi. Non furono conquistate medaglie.